# Automolis paulis
Automolis paulis är en fjärilsart som beskrevs av Sergius G. Kiriakoff 1961. Automolis paulis ingår i släktet Automolis och familjen björnspinnare. Inga underarter finns listade i Catalogue of Life.